# Gösta Lundborg (1898–1970)
Gösta Mauritz Lundborg, född 4 mars 1898 i Ås Hedesunda socken, död 8 februari 1970 i Älvsborgs församling, var en svensk ingenjör.
Gösta Lundborg var son till möbelsnickaren och byggmästaren Abel Larsson Lundberg. Efter studentexamen vid Östra Real i Stockholm 1919 studerade han vid Kungliga Tekniska Högskolan 1919–1920 och 1925–1928. Han var 1920–1924 anställd hos sin far, och därefter 1928 vid J. & C. G. Bolinders Mekaniska Verkstad. 1929–1933 var han montageingenjör vid Bolinders agentur i Kapstaden, Mssr Louw & Halvorsens varv. Han arbetade därefter som försäljnings och serviceingenjör vid The Swedish Trading Company i Hongkong och var teknisk rådgivare till Guangdongs provinsguvernements ingenjörsdepartement, och uppförde i samband med det ett pappersbruk i Kanton. Från 1939 var han anställd vid AB Atlas Diesel. Lundborg är begravd på Kvibergs kyrkogård i Göteborg.